# Penthée

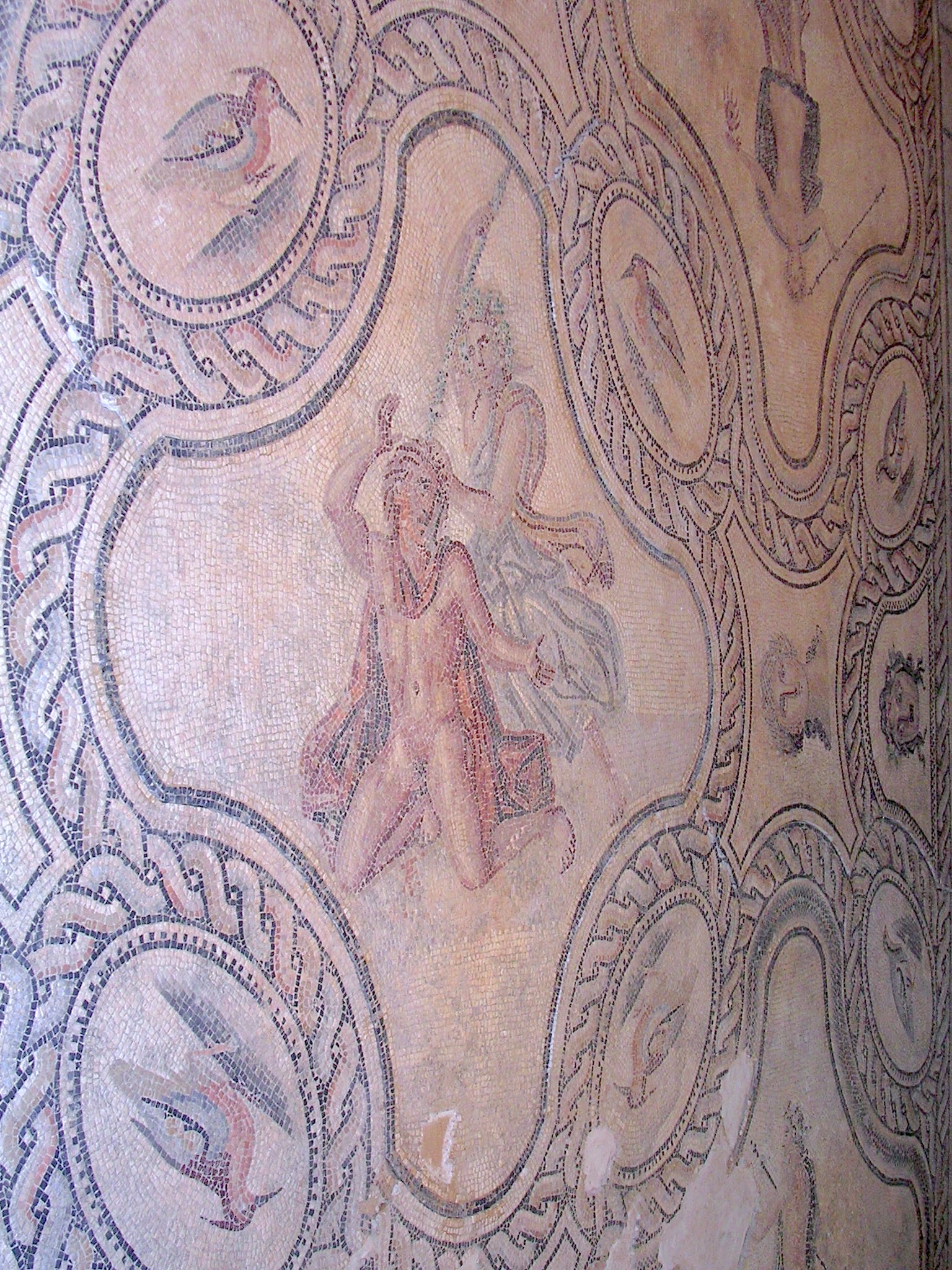
Scène centrale de la « mosaïque de Penthée », œuvre romaine, Nîmes

Penthée (en grec ancien Πενθεύς / Pentheús) est un personnage de la mythologie grecque.

## Mythologie

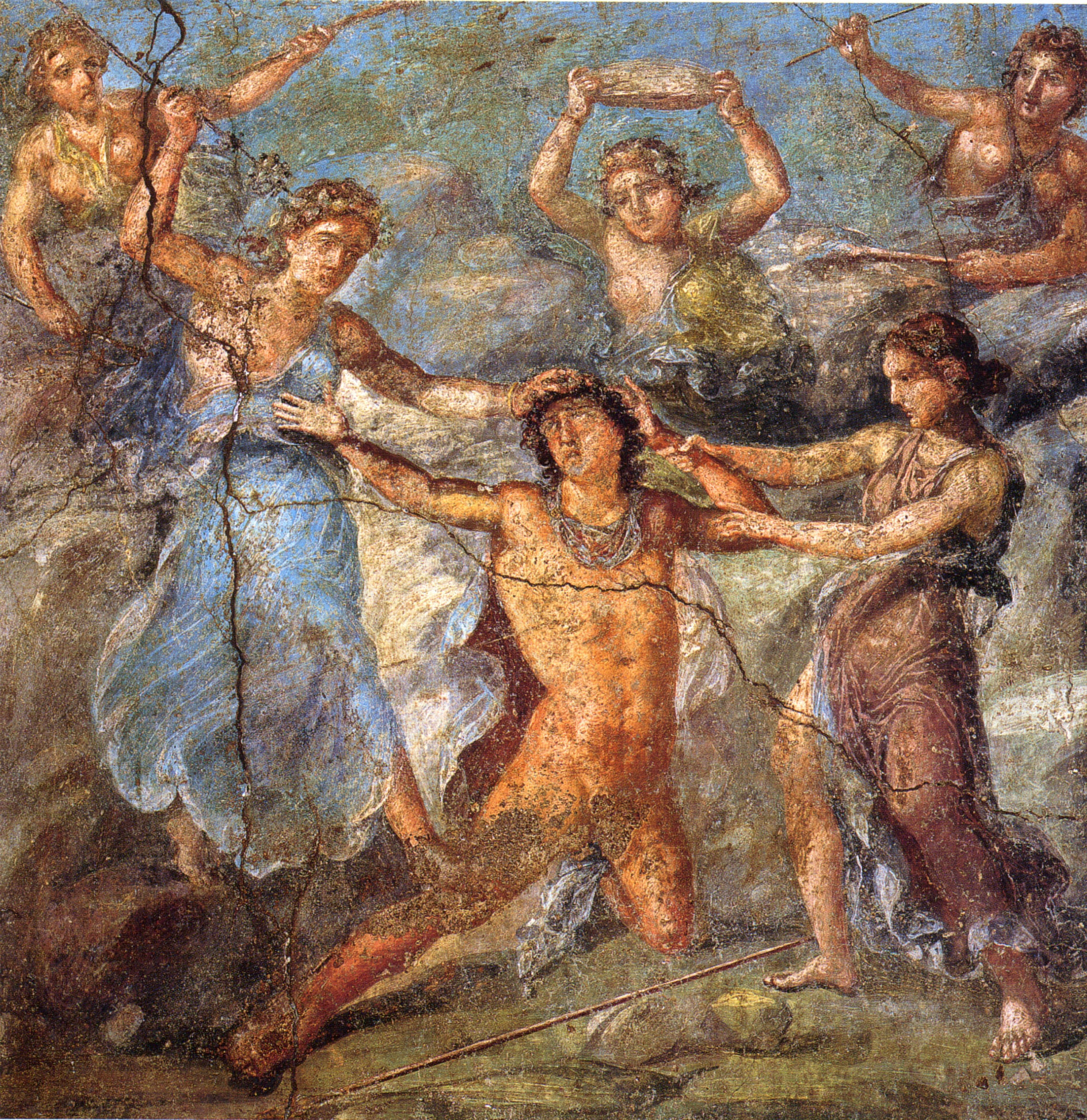
Penthée (Maison des Vettii à Pompéi)

Dans la mythologie grecque, Penthée, fils d’Échion (l’un des Spartes), et d’Agavé (fille de Cadmos), est roi de Thèbes.
Successeur de Cadmos sur le trône de Thèbes, il s’oppose à l’introduction du culte dionysiaque dans son royaume. Alors qu’il est caché dans un arbre du mont Cithéron pour épier la bacchanale, il est découvert et mis en pièces par les ménades, à la tête desquelles figurent sa propre mère et ses deux tantes, Ino et Autonoé. C’est le sujet de la tragédie d’Euripide, les Bacchantes.
Selon Pausanias, les Corinthiens guidés par l’oracle de Delphes vénèrent des images taillées dans le bois de l’arbre où s’est caché Penthée.
Selon une scholie aux Phéniciennes d’Euripide, Penthée avait un fils nommé Oclasos. Ce fils serait le père de Ménécée, lui-même père de Créon et de Jocaste (ce qui les rapprocherait de la famille royale de Thèbes).

## Nom
Le nom de Penthée serait lié au mot grec πένθος / pénthos, « la douleur, le chagrin ».

## Interprétation
Étienne Coche de La Ferté, après d'autres auteurs, avance que la légende de Penthée « souffrant » se fonde sur un ancien sacrifice dans lequel Penthée figurait Dionysos. Ainsi, celui qui apparaît comme l'adversaire du dieu en est sa victime rituelle.

## Sources
- Pseudo-Apollodore, Bibliothèque [détail des éditions] [lire en ligne] (III, 4, 2 ; III, 5, 2).
- Eschyle, Euménides [détail des éditions] [lire en ligne] (v. 24-26).
- Euripide, Les Bacchantes [détail des éditions] [lire en ligne].
- Nonnos de Panopolis, Dionysiaques [détail des éditions] [lire en ligne] (44-46).
- Ovide, Métamorphoses [détail des éditions] [lire en ligne] (III, 708).
- Pausanias, Description de la Grèce [détail des éditions] [lire en ligne] (II, 2, 7 ; IX, 2, 4).
- Scholie aux Phéniciennes d’Euripide (v. 942).

## Œuvres musicales
Philippe d’Orléans, Régent de France et musicien, composa un opéra Penthée.

### LIens externes
- Ressources relatives aux beaux-arts :   - British Museum
  - Sandrart.net
- Notices dans des dictionnaires ou encyclopédies généralistes :   - Britannica
  - Brockhaus
  - Enciclopedia italiana
  - Enciclopedia De Agostini
  - Gran Enciclopèdia Catalana
  - Hrvatska Enciklopedija
  - Internetowa encyklopedia PWN
  - Nationalencyklopedin
  - Proleksis enciklopedija
  - Treccani
- Notices d'autorité :   - VIAF
  - BnF (données)
  - IdRef
  - LCCN
  - GND
  - Pologne
  - Israël
  - WorldCat